# سودرتسه
سودرتسه (به صربی: Soderce) یک منطقهٔ مسکونی در صربستان است که در ناحیه پچینیا واقع شده‌است. سودرتسه ۳۲۶ نفر جمعیت دارد.